# Lijst van gemeentelijke monumenten in Utrecht (provincie)

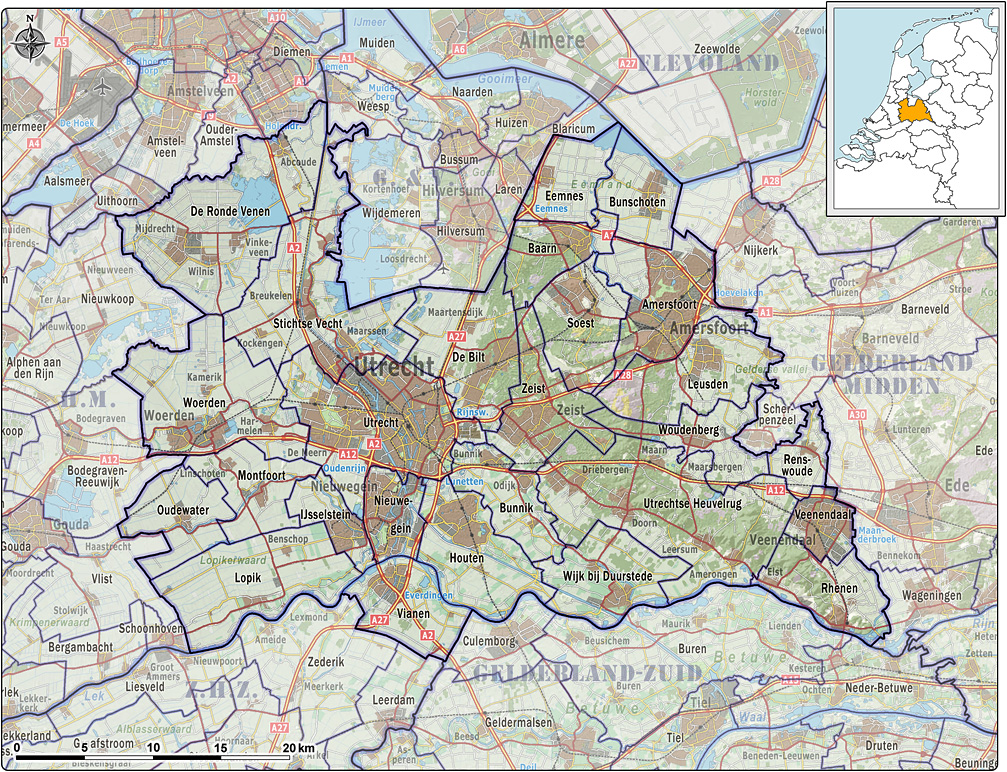
Utrecht

In een aantal gemeenten in Utrecht zijn er gemeentelijke monumenten door de gemeente aangewezen.
- Lijst van gemeentelijke monumenten in Amersfoort
- Lijst van gemeentelijke monumenten in Baarn
- Lijst van gemeentelijke monumenten in Bunnik
- Lijst van gemeentelijke monumenten in Bunschoten
- Lijst van gemeentelijke monumenten in De Bilt
- Lijst van gemeentelijke monumenten in De Ronde Venen
- Lijst van gemeentelijke monumenten in Eemnes
- Lijst van gemeentelijke monumenten in Houten
- Lijst van gemeentelijke monumenten in IJsselstein
- Lijst van gemeentelijke monumenten in Leusden
- Lijst van gemeentelijke monumenten in Lopik
- Lijst van gemeentelijke monumenten in Montfoort
- Lijst van gemeentelijke monumenten in Nieuwegein
- Lijst van gemeentelijke monumenten in Oudewater
- Lijst van gemeentelijke monumenten in Renswoude
- Lijst van gemeentelijke monumenten in Rhenen
- Lijst van gemeentelijke monumenten in Soest (Nederland)
- Lijst van gemeentelijke monumenten in Stichtse Vecht
- Lijst van gemeentelijke monumenten in Utrecht (stad)
- Lijst van gemeentelijke monumenten in Utrechtse Heuvelrug
- Lijst van gemeentelijke monumenten in Veenendaal
- Lijst van gemeentelijke monumenten in Vijfheerenlanden
- Lijst van gemeentelijke monumenten in Wijk bij Duurstede
- Lijst van gemeentelijke monumenten in Woerden
- Lijst van gemeentelijke monumenten in Woudenberg
- Lijst van gemeentelijke monumenten in Zeist